# Taaffe O'Connell
Taaffe O'Connell (14 de mayo de 1951 en Providence, Rhode Island) es una actriz estadounidense conocida por su personaje de Dameia en La galaxia del terror.
Además de la interpretación, ha escrito artículos para revistas especializadas en cinematografía y de vez en cuando acude a convenciones.

## Biografía y carrera
O'Connell nació el 1951 en Providence, Rhode Island. La actriz empezó su carrera con cameos en varias series televisivas como (Apartamento para tres, Happy Days, Dallas, Laverne & Shirley y Blansky's Beauties. Sin embargo no fue hasta 1981 cuando ganó fama internacional con la película La galaxia del terror en el que encarnó al personaje de Dameia y por el que se ganó el título de "reina del grito" por la suerte que corrió su personaje en tal película.
Como resultado de la morbosa escena, O'Connell realizó cameos en varias películas de terror en los 90 y comienzos del 2000 y en producciones impresas de películas de serie B como Femme Fatales y Fangoria.

## Filmografía
| Año     | Película                  | Personaje                         |
| ------- | ------------------------- | --------------------------------- |
| 1975    | Starsky y Hutch           | Lola Brenner                      |
| 1976    | Baretta                   | Prostituta                        |
| 1976    | Hombre rico, hombre pobre | Mary Jane                         |
| 1976    | Switch                    | Linda                             |
| 1977    | Police Woman              | Asesina en la discoteca           |
| 1977    | Blansky's Beauties        | Hillary Prentiss                  |
| 1978    | Las Vegas                 | M. J. Schultz                     |
| 1978    | Flying High               | Estudiante de gimnasia            |
| 1979    | CHiPs                     | Crystal                           |
| 1979    | Wonder Woman              | Val                               |
| 1979    | Rocky II                  | Chica del ring (no acreditada)    |
| 1979-80 | Happy Days                | Carol Ingrid                      |
| 1980    | One in a Million          | Euphoria                          |
| 1980    | The Incredible Hulk       | Sra. Farber                       |
| 1980    | New Year's Evil           | Jane                              |
| 1981    | La galaxia del terror     | Dameia                            |
| 1982    | Laverne y Shirley         | Blonde                            |
| 1982    | Archie Bunker's Place     | Jennie                            |
| 1983    | Caged Fury                | Honey                             |
| 1979-84 | Three's Company           | Barbara Howard Ellen Simmons Lulu |
| 1984    | Knight Rider              | Dennise Reynolds                  |
| 1985    | Hot Chili                 | Brigitte Fritz                    |
| 1989    | Knight & Daye             | Monique                           |
| 1990    | Dallas                    | Honey North                       |
| 1991    | Dangerous Women           | April Hayes                       |
| 1996    | The Colony                |                                   |
| 2002    | The Stoneman              | Prostituta #1                     |
| 2003    | Dismembered               | Enfermera de guardia              |
| 2010    | Spork                     | Sra. Byotch                       |
| 2011    | Going Down in LA-LA Land  | Entrevistadora de trabajo         |
| 2011    | Change-Up                 | Mona                              |